# واتسون (ویرجینیا)
واتسون (به انگلیسی: Watson) یک منطقهٔ مسکونی در ایالات متحده آمریکا است که در شهرستان لادن، ویرجینیا واقع شده‌است.